# 22168 Weissflog
22168 Weissflog è un asteroide areosecante. Scoperto nel 2000, presenta un'orbita caratterizzata da un semiasse maggiore pari a 2,1548787 UA e da un'eccentricità di 0,2696363, inclinata di 2,97424° rispetto all'eclittica.
L'asteroide è dedicato al saltatore con gli sci tedesco Jens Weißflog.